# Sweet Girl
Sweet Girl – szósty minialbum południowokoreańskiej grupy B1A4, wydany 10 sierpnia 2015 roku przez wytwórnię WM Entertainment i dystrybuowany przez LOEN Entertainment. Płytę promował singel o tym samym tytule. Sprzedał się w nakładzie 65 626 egzemplarzy w Korei Południowej (stan na grudzień 2015 r.).

## Lista utworów
| Nr | Tytuł                                       | Słowa          | Kompozycja            | Aranżacja                        | Czas |
| -- | ------------------------------------------- | -------------- | --------------------- | -------------------------------- | ---- |
| 1. | "Sweet Girl"                                | Jinyoung, Baro | Jinyoung, ZigZag Note | Jinyoung, ZigZag Note            | 4:09 |
| 2. | "You Are a Girl I Am a Boy"                 | Jinyoung, Baro | Jinyoung              | Jinyoung, 문정규 (a.k.a. 좋은놈) | 3:34 |
| 3. | "After 10 Years" (kor. 10년 후 10-nyeon hu) | Jinyoung, Baro | Jinyoung              | Jinyoung, ZigZag Note            | 3:28 |
| 4. | "Wait"                                      | Jinyoung, Baro | Jinyoung, ZigZag Note | Jinyoung, ZigZag Note            | 4:23 |
| 5. | "Love is Magic"                             | CNU, Baro      | CNU, ZigZag Note      | ZigZag Note                      | 4:01 |

## Notowania
| Lista                   | Pozycja |
| ----------------------- | ------- |
| Gaon Weekly Album Chart | 2       |
| Gaon Yearly Album Chart | 39      |
| Five Music (Tajwan)     | 4       |